# At Golden Gate Park
2006. október 23-án jelent meg a Jefferson Airplane At Golden Gate Park című koncertalbuma. Az albumon az együttes 1969. május 7-én, a San Franciscó-i Golden Gate Parkban adott koncertje hallható. Minőségét tekintve a felvétel inkább kalózfelvétel, mint hivatalos kiadásra szánt koncertalbum (a kiadó a brit Charly Records). Az együttes ismertebb dalai mellett olyan szerzemények is elhangzottak, melyek csak a Volunteers című albumon, mintegy fél évvel a koncert után jelentek meg hivatalosan. Ezek néhány részletükben eltérnek a közismert változatoktól – a Good Shepherd című dalt például nem Jorma Kaukonen, hanem Grace Slick énekli. Az albumon szereplő információval ellentétben az utolsó dal nem az 1970-ben kislemezen megjelent Mexico – bár címként ez hangzik el –, hanem a 3/5 of a Mile in 10 Seconds.

## Az album dalai
1. The Other Side of This Life (Fred Neil) – 6:37
2. Somebody to Love (Darby Slick/Grace Slick) – 4:17
3. The Farm (Paul Kantner/Gary Blackman) – 3:20
4. Greasy Heart (Grace Slick) – 3:44
5. Good Shepherd (tradicionális, Jorma Kaukonen feldolgozása) – 5:35
6. Plastic Fantastic Lover (Marty Balin) – 3:45
7. Uncle Sam Blues (tradicionális, Jorma Kaukonen feldolgozása) – 8:38
8. Volunteers (Marty Balin/Paul Kantner) – 4:23
9. White Rabbit (Grace Slick) – 2:27
10. Won’t You Try/Saturday Afternoon (Paul Kantner) – 5:09
11. Jam – 10:09
12. We Can Be Together (Paul Kantner) – 6:57
13. Mexico (Grace Slick) – 5:40

## Közreműködők
- Grace Slick – ének
- Marty Balin – ének
- Paul Kantner – ritmusgitár, ének
- Jorma Kaukonen – szólógitár, ének
- Jack Casady – basszusgitár
- Spencer Dryden – dob, ütőhangszerek